# Falcileptoneta iriei
Falcileptoneta iriei är en spindelart som först beskrevs av Komatsu 1967.  Falcileptoneta iriei ingår i släktet Falcileptoneta och familjen Leptonetidae. Inga underarter finns listade i Catalogue of Life.